# University of Central Arkansas

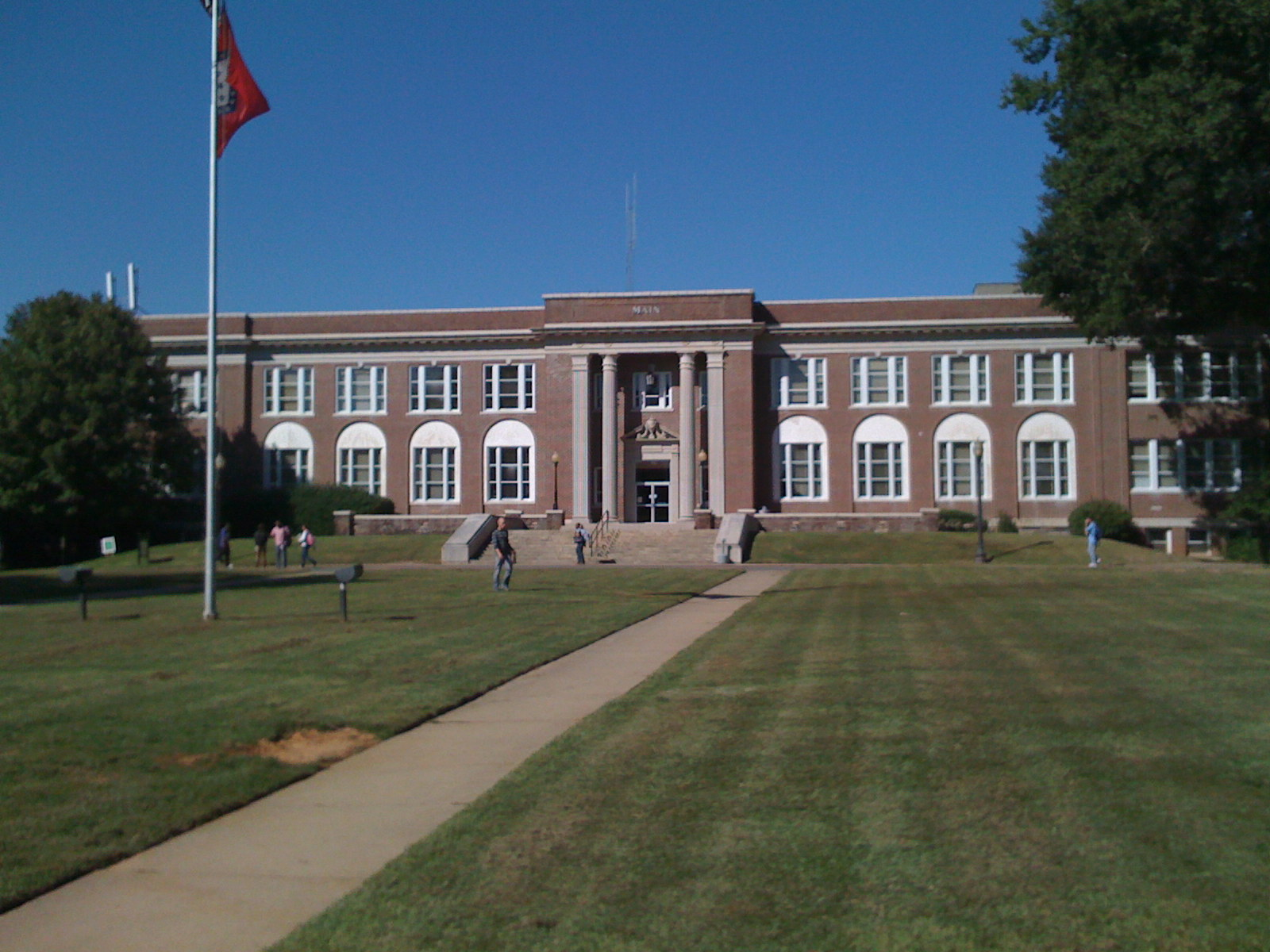
Main Hall, das älteste Gebäude auf dem Campus

Die University of Central Arkansas ist eine staatliche Universität in Conway im US-Bundesstaat Arkansas. Sie wurde 1907 als Arkansas State Normal School gegründet. Derzeit sind hier 12.400 Studenten eingeschrieben.
Die Sportmannschaften der University of Central Arkansas sind die Bears (Männer) und Sugar Bears (Frauen). Die Universität ist Mitglied der ASUN Conference.
Der ehemalige Basketball-Spieler und sechsfache National-Basketball-Association-Sieger Scottie Pippen ist Absolvent der Universität.